# Kip Thorne

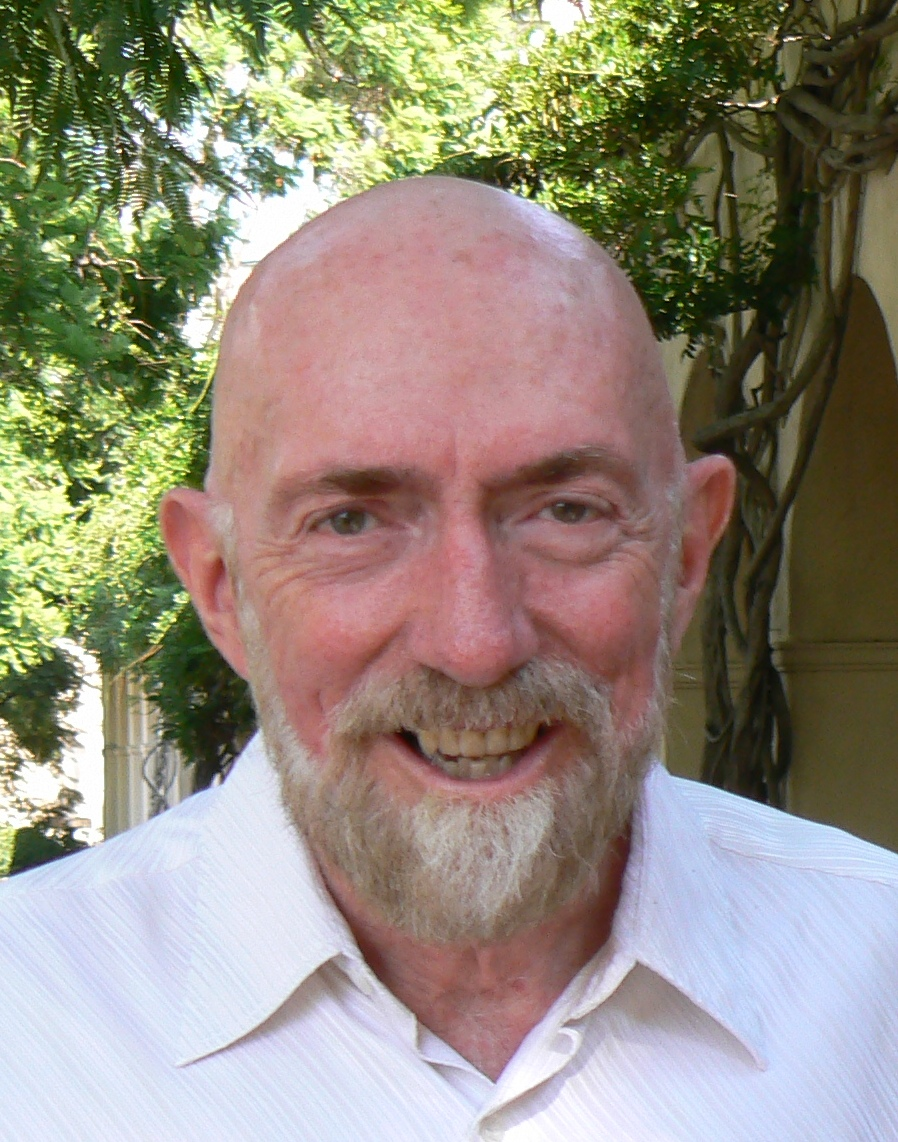
Kip S. Thorne (2007)

Kip Stephen Thorne (* 1. Juni 1940 in Logan, Utah) ist ein US-amerikanischer theoretischer Physiker.
Thorne ist Schüler von John Archibald Wheeler und bekannt für seine umfassenden Arbeiten zu Gravitation und relativistischer Astrophysik. Er war bis 2009 Professor der theoretischen Physik am California Institute of Technology (Caltech). 2017 wurde ihm gemeinsam mit Rainer Weiss und Barry Barish der Nobelpreis für Physik für entscheidende Beiträge zum LIGO-Detektor und die Beobachtung von Gravitationswellen zuerkannt.

## Leben
Kip Thorne studierte Physik und promovierte 1965 in diesem Fach.
1966 erhielt er ein Stipendium der Alfred P. Sloan Foundation (Sloan Research Fellow). 1972 wurde er zum Mitglied der American Academy of Arts and Sciences, 1973 zum Mitglied der National Academy of Sciences und 1999 zum Mitglied der American Philosophical Society gewählt. Der Russischen Akademie der Wissenschaften gehört er seit 1999 als auswärtiges Mitglied an.
Seit 2016 zählte ihn Thomson Reuters aufgrund der Zahl seiner Zitierungen zu den Favoriten auf einen Nobelpreis (Thomson Reuters Citation Laureates), den er 2017 dann auch erhielt.

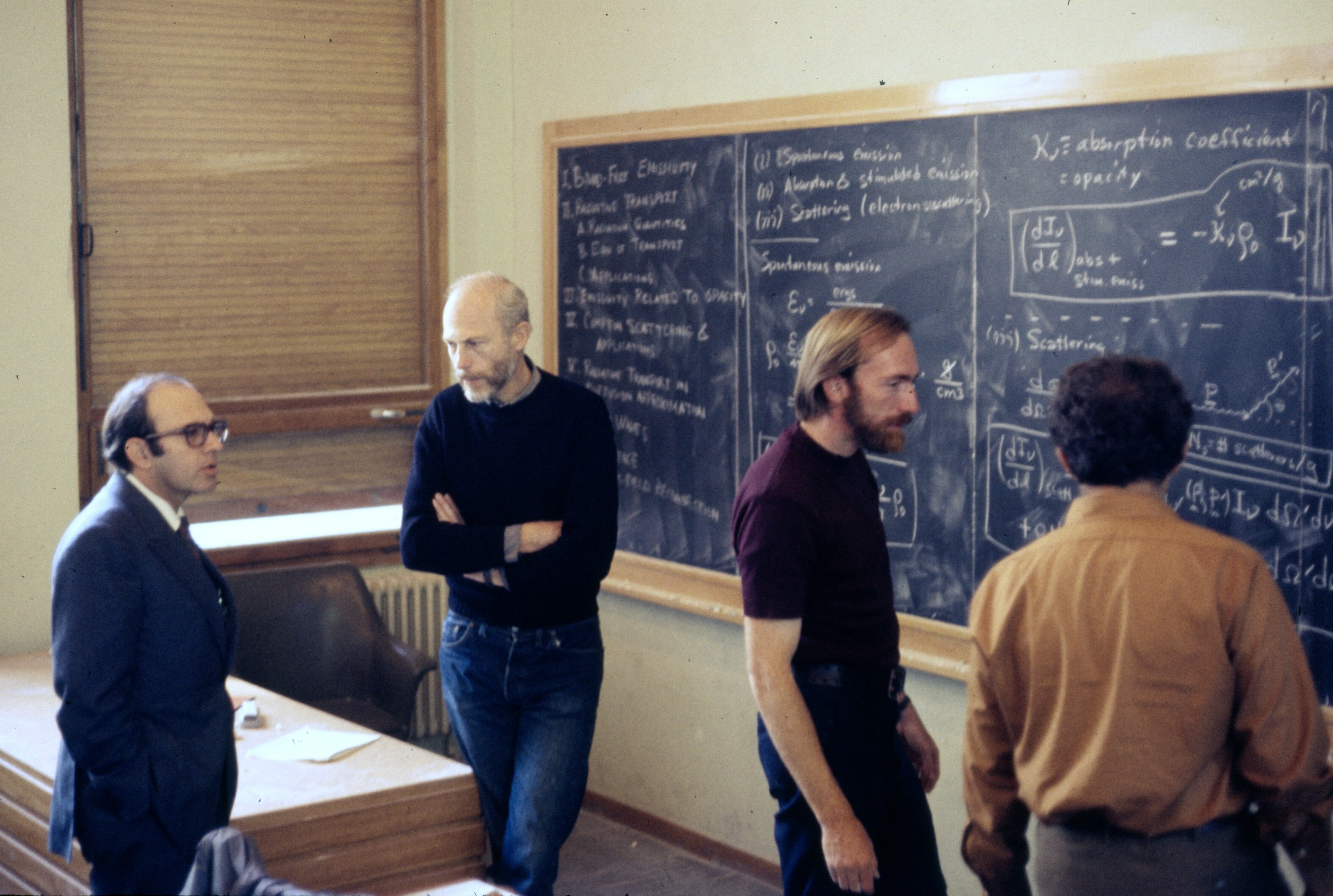
Von links: Juval Ne’eman, Bryce S. DeWitt und Kip Thorne (Hörsaal der École de Physique des Houches, 1972)

2019 trat Thorne in Folge 18 der zwölften Staffel der Sitcom The Big Bang Theory als er selbst auf.
Nach ihm wurde das Thorne-Żytkow-Objekt benannt.

## Forschung
Thornes Forschungen befassen sich mit den Grundlagen und astrophysikalischen Anwendungen der allgemeinen Relativitätstheorie. Auf ihn geht das Ringkriterium zurück, an dem sich entscheiden soll, ob sich aus einem kompakten Körper ein Schwarzes Loch bildet. Thorne war maßgeblich am Aufbau des LIGO-Projektes beteiligt, im Rahmen dessen Gravitationswellen nachgewiesen werden konnten, und ist weiterhin ein aktiver Teilnehmer an den LIGO-Forschungen. Er ist Co-Autor eines berühmten Standardwerks zur allgemeinen Relativitätstheorie, Gravitation.
Kip Thorne wurde einer breiteren Öffentlichkeit durch sein populärwissenschaftliches Werk „Gekrümmter Raum und verbogene Zeit. Einsteins Vermächtnis“ bekannt (im engl. Original: Black Holes and Time Warps: Einstein’s Outrageous Legacy). In seiner kontrovers diskutierten Theorie untersuchte Thorne unter anderem die Möglichkeit von Zeitreisen mit Hilfe von Wurmlöchern. Zudem beriet er Christopher Nolan als Experte bei dessen Film Interstellar und agierte auch als ausführender Produzent.
Bekannt wurde eine Wette, die Thorne und John Preskill mit Stephen Hawking 1991 geschlossen (und 1997 erneuert) haben und die die Frage der Existenz nackter Singularitäten in der allgemeinen Relativitätstheorie betrifft. Hawking war wie Roger Penrose ein Vertreter der Cosmic-Censorship-Hypothese, die das verneint, Thorne dagegen hatte schon Anfang der 1970er Jahre Modellsysteme mit nicht-sphärischem Kollaps untersucht und vertrat mit Preskill die Ansicht, dass nackte Singularitäten möglich sind. Eine weitere Wette betraf das Informationsparadoxon schwarzer Löcher, bei dem er zunächst mit Hawking auf derselben Seite stand in der Annahme, dass auch in der Quantenversion der Gravitation Information bei Schwarzen Löchern verloren geht (Preskill wettete dagegen und nahm an, es gebe in der Quantengravitation einen Weg, die Information zu erhalten).

## Auszeichnungen
- 1969: Science Writing Award des American Institute of Physics für sein Buch The Death of a Star
- 1994: Science Writing Award des American Institute of Physics für sein Buch Black Holes and Time Warps: Einstein's Outrageous Legacy
- 1996: Karl-Schwarzschild-Medaille der Astronomischen Gesellschaft
- 2009: Albert-Einstein-Medaille der schweizerischen Albert-Einstein-Gesellschaft[4]
- 2016: Special Fundamental Physics Prize zusammen mit Ronald W. P. Drever, Rainer Weiss und der LIGO Kollaboration[5]
- 2016: Gruber-Preis für Kosmologie zusammen mit Ronald W. P. Drever, Rainer Weiss und der LIGO Kollaboration[6]
- 2016: Shaw Prize
- 2016: Kavli-Preis
- 2016: Harvey-Preis
- 2016: Tomalla-Preis
- 2017: Prinzessin-von-Asturien-Preis
- 2017: Nobelpreis für Physik
- 2018: Lewis Thomas Prize

## Veröffentlichungen
- Charles W. Misner, Kip S. Thorne, John A. Wheeler: Gravitation. Freeman, New York / San Francisco 1973, ISBN 0-7167-0334-3.
- Kip S. Thorne: Gekrümmter Raum und verbogene Zeit. Einsteins Vermächtnis. 4. Auflage. Droemer Knaur, München 1996, ISBN 3-426-26718-7.
  - Kip S. Thorne: Black Holes and Time Warps. Einstein’s Outrageous Legacy. W.W. Norton, New York 1994, ISBN 0-393-31276-3 (englisch, Original).
- Kip S. Thorne: Gravitational Radiation. In: Stephen Hawking, Werner Israel (Hrsg.): Three Hundred Years of Gravitation. Cambridge University Press, Cambridge 1987, ISBN 978-0-521-37976-2, S. 330–458.
- K. S. Thorne, R. H. Price, D. M. Macdonald: Black Holes: The Membrane Paradigm. Yale University Press, New Haven 1986, ISBN 978-0-300-03769-2.
- Kip S. Thorne: The Science of Interstellar. Norton & Company, New York 2014, ISBN 978-0-393-35137-8.